# Jo Stafford
Jo Elizabeth Stafford (Coalinga, 12 november 1917 – Los Angeles, 16 juli 2008) was een Amerikaans pop- en jazzzangeres. Haar carrière begon in de jaren dertig en liep door tot in het begin van de jaren zestig.
Stafford wilde aanvankelijk operazangeres worden en studeerde ook piano, maar door de Grote Depressie gaf zij dit in 1929 op en sloot zich direct bij haar zusters Christine en Pauline aan. Gedrieën vormden zij de zanggroep "The Stafford Sisters". Die Staffords namen ook deel aan de muziek van de films Damsel in Distress en Alexander's Ragtime Band (1938).

## The Pied Pipers
Nadat haar zusters getrouwd waren, viel de band uiteen en sloot Jo zich aan bij een nieuwe band: The Pied Pipers. Deze groep werd snel populair bij lokale radiostations en zong ook soundtracks van films in. Hierdoor werden zij opgemerkt door Axel Stordahl en Paul Weston, twee producenten van Tommy Dorsey. In 1938 haalde Paul Weston Dorsey over, om The Pied Pipers voor zijn radioshow te contracteren. Ze kregen een contract voor tien weken, maar na de tweede uitzending gaf de sponsor van het radiostation te kennen dat hij ontevreden was over de band en werden ze ontslagen. Daarna werkten ze samen met Frank Sinatra.

## Solocarrière
Nadat Jo Stafford The Pied Pipers verlaten had, werkte ze samen met Johnny Mercer, die in 1942 het platenlabel Capitol Records mede opgericht had. Mercer nam haar aan als soliste. In de jaren vijftig zette de succesvolle carrière zich voort. Haar grootste hits waren: Embraceable You, It Could Happen to You, The Night We Called it a Day, Long Ago and Far Away en No Other Love. Haar grootste succes behaalde zij met You Belong to Me. In Nederland is zij vooral bekend door Thank you for calling.
Jo Stafford werd onderscheiden met een Grammy Award voor het Beste Comedy Album.

## Discografie
Als solist
- Day By Day
- Early Autumn
- Feudin' and Fightin'

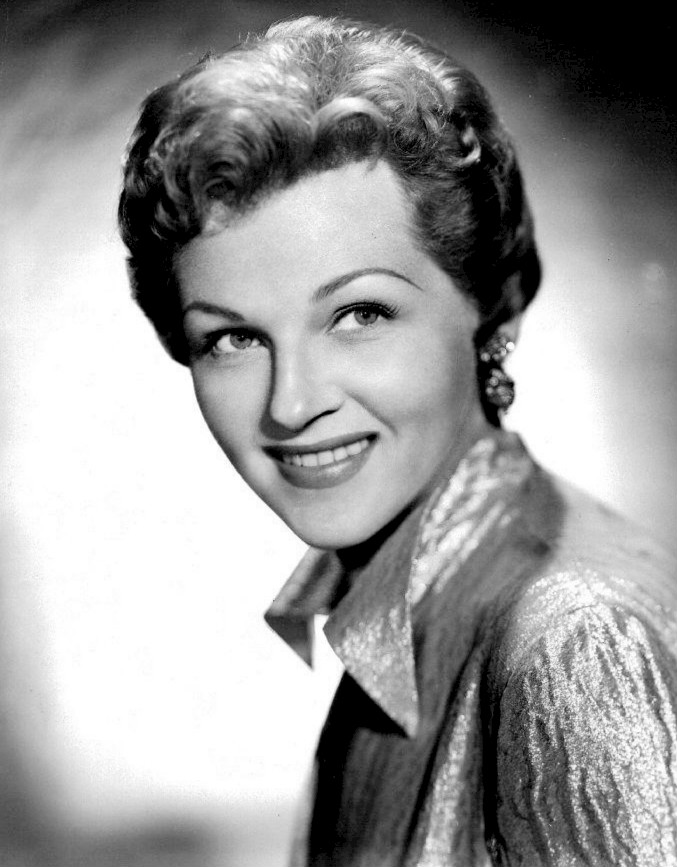
Jo Stafford in 1956

- Goodnight Irene (versie is bekender geworden door de The Weavers)
- Here I'll Stay
- I Love You
- Indiscretion
- It Could Happen To You
- It's Almost Tomorrow (versie is bekender geworden door de The Dream Weavers)
- Ivy
- Jambalaya
- Just One Way To Say I Love You
- The Last Mile Home
- Let's Take the Long Way Home
- Long Ago (And Far Away)
- Make Love to Me!
- No Other Love
- On London Bridge
- Out Of This World
- Ragtime Cowboy Joe
- Serenade Of the Bells
- Shrimpboats is a coming... (1951)
- Some Enchanted Evening
- Suddenly There's a Valley
- Symphony
- Teach Me Tonight
- Thank You for Calling (in 1984 als promo van PTT Memofoon)
- That's For Me
- There's No You
- The Things We Did Last Summer
- You Belong to Me
- White Christmas

In duet met Gordon MacRae
- 'A' You're Adorable
- My Darling, My Darling
- Say Something Sweet To Your Sweetheart
- Whispering Hope
- Beautiful island of somewhere. In Nederland bekend geworden in de bewerking Droomland, gezongen door Willy Derby in 1934 en later door Paul de Leeuw.

In duet met Johnny Mercer
- Candy